# 高等法院大樓

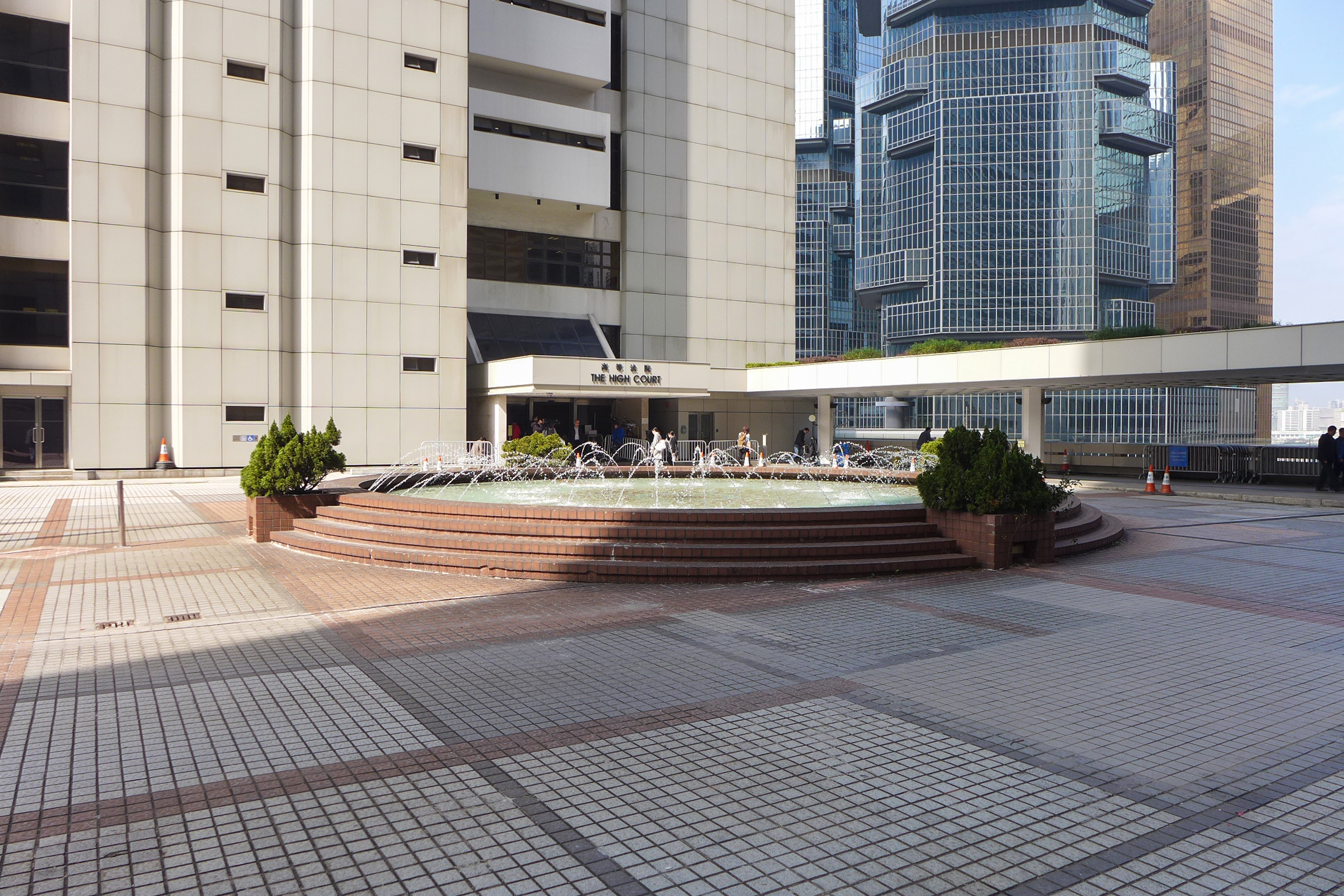
香港高等法院位於法院道的入口

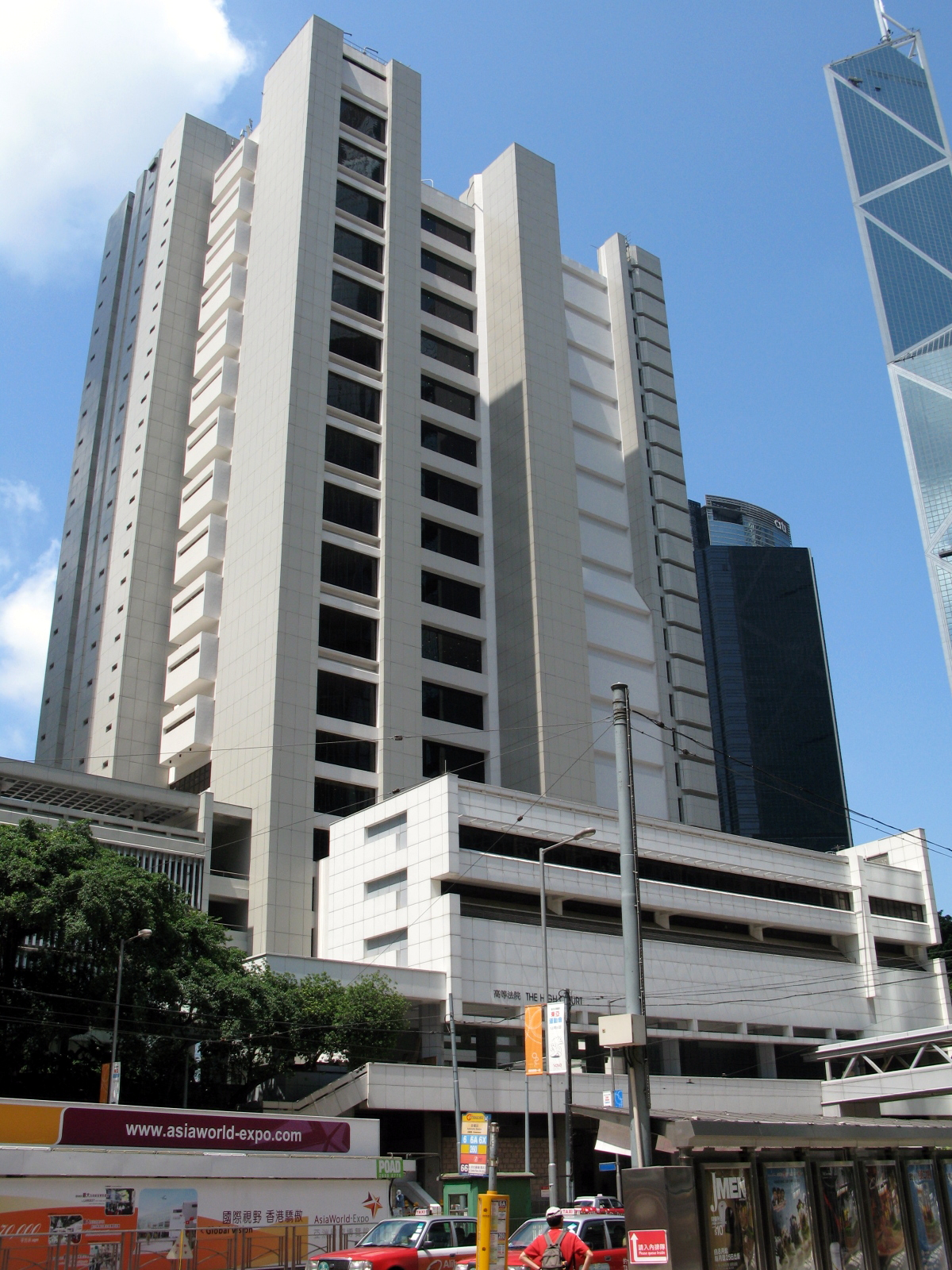
位於金鐘道入口的香港特別行政區高等法院

高等法院大樓（英語：High Court Building）原名為最高法院大樓（英語：Supreme Court Building），是香港高等法院所在的建築物，位於香港香港島金鐘道38號（正門位於法院道），樓高22層，設有6層高的平台以及16層高的建築物，總樓面面積為5.5萬平方米，共設有36個法庭、法官內庭、圖書館以及附屬辦公室，亦設有懲教署的羈留室、社會福利署的辦事處、記者室以及停車場等設施。高等法院大樓於1980年9月開始施工，至1984年7月工程全部完成，並於1984年10月31日下午三時正由香港總督尤德爵士與首席按察司羅弼時主持揭幕儀式，建築費用達2.18億港元。
由2018年1月31日起，高等法院開始實施安檢。2024年1月13日起，高等法院加強保安，低層4樓增設三條安檢通道以及X光行李掃描機，並於4月27日起擴展安檢至所有樓層。

## 重建計劃
香港高等法院現址位於香港島金鐘金鐘道38號，與金鐘道政府合署為鄰。時任行政長官林鄭月娥於2017年的施政報告中提及，與司法機構達成共識，將高等法院重置於中環新海濱的五號用地，以解決法院的長遠需要。2024年，終審法院首席法官張舉能及發展局表示，原計劃在中環新海濱五號用地重置高等法院，現改為使用金鐘道政府合署現址，待有關政府部門遷移往北部都會區後，重建為新高等法院綜合大樓，而高等法院現址會繼續保留，原址重建後，作為新高等法院綜合大樓的一部份。